# HD 173416 b
HD 173416 b (Wangshu) – planeta pozasłoneczna orbitująca wokół gwiazdy HD 173416 położonej w gwiazdozbiorze Lutni, pierwsza planeta pozasłoneczna odkryta przez chińskich astronomów.

## Nazwa
Planeta ma nazwę własną Wangshu, wywodzącą się od chińskiej bogini (chiń. 望舒; pinyin Wàng Shū), które powozi wozem Księżyca. Nazwa została wyłoniona w konkursie zorganizowanym w 2019 roku przez Międzynarodową Unię Astronomiczną w ramach stulecia istnienia organizacji. Uczestnicy z Chin kontynentalnych mogli wybrać nazwę dla tej planety. Spośród nadesłanych propozycji zwyciężyła nazwa Wangshu dla planety i Xihe dla gwiazdy.